# 알베르트 취르너

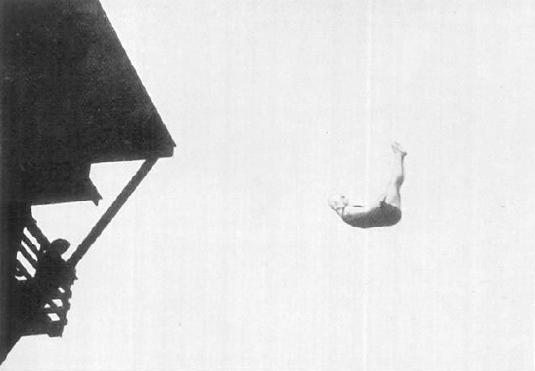

알베르트 취르너(독일어: Albert Zürner, 1890년 1월 30일 ~ 1920년 7월 18일)는 독일의 다이빙 선수였다.
함부르크 출신으로 1906년 중간 올림픽에 처음 나가 10m 플랫폼 종목에서 4위를 하였다.
1908년 런던 올림픽에서는 3m 스프링보드 종목에서 금메달을 획득하였다.
4년 후, 스톡홀름 올림픽에서는 10m 플랫폼 종목에서 은메달을 땄다. 3m 스프링보드 종목에서 3명의 동료 선수들에게 밀려 4위를 하였으나, 고도 종목에서는 첫 라운드에서 탈락하였다.
1988년 국제 수영 명예의 전당에 헌액되었다.